# Ян Олександр Конецпольський
Ян Олекса́ндр Конецпо́льський (пол. Jan Aleksander Koniecpolski; 1635 — 1719) — військовий та державний діяч Речі Посполитої, магнат.

## Життєпис
Ян Олександр Конецпольський народився 1635 року в сім'ї воєводи белзького Кшиштофа Конєцпольського (помер у 1660 р.) та галицької каштелянки Констанції Станіславської[джерело?].
Успадкував від небожа Станіслава-Яна Конєцпольського величезні маєтності, про які говорили навіть королю Августу II повідомляючи, що їде до нього магнат, чиє багатство можна порівняти з Великою Саксонією. Беззаперечною заслугою Я. О. Конецпольського слід вважати його плани відновити подільські маєтності після війни з Османською Імперією. Відомо про чималу кількість судових процесів з шляхтичами щодо його маєтків: з львівським владикою Йосифом Шумлянським, який 1708 р. підбурював проти нього селян, через що Конецпольський віддав наказ 300 жовнірам спалити Перегінське і Рожнятів. Жовніри грабували жителів не гірше за татар, відверто заявляли громаді: «Перегінське пограбуємо, знесемо вогнем і мечем дощенту». Під кінець життя воєвода мав конфлікт з кам'янецьким біскупом Стефаном Рупнєвським, котрий його дисфамував через затримку костельного майна.[джерело?]
Брав участь у Віденській виправі 1683 р., виставивши панцерну корогву. З 1685 р. був королівським ротмістром. В 1694 р. брав участь у захопленні Шаргороду, який перебував під владою Семена Палія. Від 1710 р. мав також корогву гусарську. У 1709 р. для сандомирців організував драгунську корогву, яку збирав два рази через роззброєння та розпорошення її козаками. 1696 року заново заснував місто Янів[який?].
1699 р. їздив до Кракова вітати новообраного короля. Брав участь у раді у Львові, перемовинах з Ґ. Долґоруким в 1707 році. У 1714 р. виявилося, що він незаконно ввів збір оплати для купців у своїй Чеканівці, які прибували з України до Шльонська. 1716 р. маєток у Раколупах потрапив до рук сакських військ генерала Зайссана, що зіпсувало стосунки з королем Августом ІІ.
Був старостою балинським з 1683 року, старостою серадзьким з 1690 року. З 1692 року — великий коронний конюший. Воєвода Брацлавський  (1704–1710 р.), воєвода Серадзький (1710–1719 р.).
Дружина — Ельжбета Февронія Жевуська, дочка надвірного підскарбія коронного Міхала Флоріана Жевуського (пом. 1687). Відомості про дітей відсутні.
Я. О. Конецпольський передав варшавському підстарості Іґнацію Ґадомському в оренду «Тернопільський ключ» та інші свої маєтки взайми на позичення 100000 злотих для того, щоб повернути борг Яна Замойського батькові дружини.
Помер після тривалої хвороби в Раколупах 3 грудня 1719 р. був похований у Конєцполі. З його смертю в 1719 році згас рід Конєцпольських.